# 广水街道
广水街道，是中华人民共和国湖北省随州市广水市下辖的一个乡镇级行政单位。

## 行政区划
广水街道下辖以下地区：
中山社区、解放社区、工新社区、车站社区、北湖社区、九皇社区、西河社区、强力社区、武元社区、芦兴社区、马鞍社区、土门村、流沙冲村、铁板桥村、南站村、南山村、驼子村、陡坡村、竹林村、松林村和双岗村。